# نزار الحر
نزار الحرّ (1931 - 2011) شاعر لبناني من بلدة جباع العاملية في جنوب لبنان وهو الابن الأصغر للشيخ مصطفى الحر، سطع إسمه في كتابة كلمات الأغاني، عاش ما بين لبنان وسوريا وفلسطين، عمل بالإذاعة اللبنانية وأنشد له كبار المطربين والمطربات اللبنانيين والعرب، وقد زاول التدريس والعمل الصحفي في جريدتي «الأحد» و«الكفاح العربي» إلى جانب عمله بالإذاعة، وتولى منصب مدير العلاقات العامّة في المجلس الإسلامي الشيعي الأعلى، أسَّس في السبعينات مؤسسة «فيزيون» للاسطوانات والأفلام التلفزيونية.

## في الإذاعة اللبنانية
تلقّى دروسَه الابتدائيّة في بيروت في الكلّيّة العامليّة وفي كلّيّة المقاصد الإسلاميّة، وبدأ بكتابة الشّعْر في سنّ مبكرة. نشر نتاجه في عدد من الصّحف والمجلاّت، فلفتت إحدى قصائده مدير الإذاعة اللبنانية آنذاك فؤاد قاسم، فطلب منه -عن طريق أستاذه عمر فرّوخ- الموافقة على تلحين تلك القصيدة، فعمل على تكثيف نتاجه الشّعريّ، حتى تولى منصب مراقب للنّصوص التي تقدَّم للإذاعة اللبنانيّة.

## فيالمجلس الإسلامي الشيعي الأعلى
نظرا لشبكة العلاقات العامّة التي كان يملكها طلب السيد موسى الصدر منه التفرّغ للعمل في المجلس كمدير للعلاقات العامّة، وبعد تغييب موسى الصدر في آخر آب 1978، عاد نزار الحرّ إلى عمله السّابق كمراقب للنّصوص في الإذاعة اللبنانيّة، وهو المنصب الذي استمرّ فيه حتّى بلوغه سنّ التّقاعُد في العام 1994.

## مؤلفاته
أصدر العديد من المؤلفات بعد تقاعُدِه، حتى بلغت دواوينه العشرة وهي على التّوالي:
- نزاريّات حُرّة - 1996
- قصائد مُبحِرة - 1997
- كلمات ملوَّنة: (بالعامّيّة)1997
- قوس قُزَح - 2000
- للوطن.. للمقاوَمة - 2001
- قلائد - 2003
- خاتم الأنبياء والأئمّة الأوصياء - 2003
- الدّيوان الثّامن - 2006
- باسم الوطن والحُبّ - 2008
- ألف ليلة حُبّ - 2010
- كبار عرفتُهم: يتضمن جانباً من ذكرَياته مع عدد من الشّعراء والأدباء الذين عرفَهم وعايشهم عن قرب، وهم: الأخطل الصّغير، عمر أبو ريشة، أمين نخلة، أحمد رامي، عبد المطّلب الأمين، الشّيخ عبد الله العلايلي، أحمد الصّافي النّجفيّ، الشّاعر القرويّ، بولس سلامة، موسى الزّين شرارة، عبد الحسين العبد الله، محمّد كامل شعيب العامليّ، الدّكتور داهش ورئيف خوري.

## الأغاني والأناشيد
كتب نزار الحرّ الموشّحات كما كتب القصائد والأغاني بالفصحى وبالعامّيّة، وكتب كلمات العديد من الأغنيات المعروفة لفنانين في العالم العربي، مثل سعاد محمد، ونور الهدى، ومحمد جمال، ونصري شمس الدين، ونجاح سلام، وسميرة توفيق، وجوزف عازار، وغيرهم. كما غنّى له وديع الصافي بدايةً قصيدة «جئت بغداد»، بعد انقلاب عبد الكريم قاسم في العراق عام 1958، ثم «سبحان من جمّلك» و«قولي أحبك واكذبي» وغيرها. أما صباح، فغنت من كلماته «ع اليادي اليادي» وقلبي على إنسان' وغيرهما. كتب الحر قصيدة «الحبيب العربي» لأم كلثوم عام 1975، ورغم أنّها كانت متحمسة لغنائها، فإنّ وفاتها حالت دون ذلك. بالإضافة إلى ذلك وضع كلمات الأناشيد التالية:
- واضع كلمات نشيد جمعيّة البرّ والإحسان الإسلاميّة لأبناء جباع.
- واضع كلمات نشيد حركة أمل
- واضع كلمات لنشيدين يتغنّيان بصمود مصر في مواجهة العدوان الثلاثي
- واضع كلمات نشيد الصليب الأحمر اللبناني الخاصّ.

## التكريمات
أقيمت للشّاعر نزار الحرّ عدّة حفلات تكريم نظّمتها جمعيّات ومؤسّسات تُعنى بالأدب والثّقافة منها:
- وزارة الثّقافة - (1999).
- مؤسّسة الوليد بن طلال الإنسانيّة - 2006
- أفواج أمل والمقاومة- 2007.
- لجنة تخليد عمالقة الشّرق.
- جمعيّة المؤلّفين والملحّنين وناشري الموسيقى العالميّة ومركزها باريس وقد أقيم الاحتفال في السّفارة الفرنسيّة (2009).
- اتّحاد الكتّاب اللبنانيّين و الحركة الثّقافيّة في لبنان - 2009.[3]
- بلديّة جباع وعين بوسوار - 2009.
- وزارة الثّقافة - 2009.
- المجلس الثّقافيّ للبنان الجنوبيّ - 2010 في النّبطيّة.

## العضويات
- عضو اتّحاد الكتّاب اللبنانيّين.
- عضو المجلس الثّقافيّ للبنان الجنوبيّ.
- رئيس فخريّ لجمعيّة المؤلّفين والملحّنين وناشري الموسيقى في لبنان ومن مؤسّسيها وحائز تقديرها.
- رئيس فخريّ لـ جمعيّة آل الحُرّ الثّقافيّة الاجتماعيّة وحامل درعها.
- عضو شرف في نقابة شعراء الزّجل في لبنان.
- عضو نقابة الفنّانين المحترفين في لبنان.

## الجوائز والدروع
- حائز درع قائد الجيش اللبنانيّ.
- حامل درع جمعيّة الصّليب الأحمر اللبنانيّ .
- حامل درع أفواج أمل والمقاومة.
- حائز شهادة تقدير من وزير الثّقافة والتّعليم العالي.
- حامل درع وزارة الثّقافة والتّعليم العالي ولجنة تخليد عمالقة الشّرق.
- حاصل على الميداليّة الذّهبيّة لـ “جمعيّة المؤلّفين والملحّنين وناشري الموسيقى العالميّة (ساسيم) ومركزها باريس بعدما أصبح عضواً نهائيّاً فيها (1986).
- حائز ميداليّة جامعة الدُّوَل العربيّة واتّحاد إذاعات الدّوَل العربيّة إثر تمثيله لبنان في مهرجان الأغنية العربيّة الذي أقيم في القاهرة بتاريخ 4 أيلول 2000 بعدما اختارته هيئة اتّحاد إذاعات الدّول العربيّة عضواً في لجنة التّحكيم في المهرجان المذكور.
- وسام الاستحقاق اللبنانيّ (1995) من الرئيس إلياس الهراوي.[4]
- وسام الأرز الوطنيّ من رتبة فارس (2000).
- وسام الأرز الوطني من رتبة ضابط (2007).

## وفاته
توفي يوم الخميس الواقع فيه 29 كانون الأوّل 2011 م ودُفن في بلدته جباع.

## ما كتب عنه
- كتاب - نزار الحر: سيره وشهادات - عبد الحسين الجواهري - 2005

## وصلات خارجية
- ذكريات نزار الحر ينشرها.. بإسم الوطن والحب
- ابن جباع الشاعر نزار الحر- سيرة ومسيرة
- رحيل نزار الحر شاعر الأغنية العربية
- الشاعر نزار الحر قال قبل وفاته:: «مرتاح ونلتُ ما أستحقه»
- نزار الحر: الشاعر العاملي شاهد على الزمن الجميل